# ノイブルン (ウンターフランケン)
ノイブルン (Neubrunn) はドイツ連邦共和国バイエルン州ウンターフランケン地方のヴュルツブルク郡の市場町である。

## 地理
ノイブルンはヴュルツブルク地方に位置する。

### 自治体の構成
この町は、公式には2つの地区 (Ort) からなる。
- ベッティヒハイム
- ノイブルン

## 歴史
この町の名前は、この集落にかつてあった 9つの (Neun) 泉 (Brunnen) に由来する（Neunbrunn が Neubrunnに転じた）。ローマ王で皇帝のルートヴィヒ4世が1323年にこの町に都市権を与えた。これはドイツ騎士団に対して「ノイブルン村を都市とし、防衛施設ならびにヴェルトハイムと同等の週の市と法整備の権限を与える」ものであった。この都市権の名残は、墓地沿いに現存する市壁の遺構にうかがうことができる。ヴュルツブルク司教領のアムトは1803年に世俗化され、まずバイエルン大公領となった。1805年にトスカーナ大公フェルディナンド3世が創設したヴュルツブルク大公国に移されたが、1814年に最終的にバイエルン王国領となった。

### 人口推移
- 1970年 2,179人
- 1987年 2,124人
- 2000年 2,381人

## 行政
首長はハイコ・メーニヒ (CSU) である。

## 引用
1. ↑  https://www.statistikdaten.bayern.de/genesis/online?operation=result&code=12411-003r&leerzeilen=false&language=de Genesis-Online-Datenbank des Bayerischen Landesamtes für Statistik Tabelle 12411-003r Fortschreibung des Bevölkerungsstandes: Gemeinden, Stichtag (Einwohnerzahlen auf Grundlage des Zensus 2011)
2. ↑  Bayerische Landesbibliothek Online